# اولنه (شارونت-ماریتیم)
اولنه (به فرانسوی: Aulnay) یک کمون در فرانسه است که در canton of Aulnay واقع شده‌است. اولنه ۳۰٫۹۷ کیلومتر مربع مساحت دارد ۵۴ متر بالاتر از سطح دریا واقع شده‌است.